# Breedscheenjuffers (geslacht)
De breedscheenjuffers (Platycnemis) vormen een geslacht van libellen (Odonata). Het is het typegeslacht van de familie van de breedscheenjuffers (Platycnemididae).

## Soorten
Platycnemis omvat de volgende soorten:
- Platycnemis acutipennis Selys, 1841 – Oranje breedscheenjuffer
- Platycnemis dealbata Selys, 1850 – Ivoren breedscheenjuffer
- Platycnemis echigoana Asahina, 1955
- Platycnemis foliacea Selys, 1886
- Platycnemis foliosa Navás, 1932
- Platycnemis kervillei (Martin, 1909) – Berijpte breedscheenjuffer
- Platycnemis latipes Rambur, 1842 – Witte breedscheenjuffer
- Platycnemis oedipus (Von Eichwald, 1830)
- Platycnemis pennipes (Pallas, 1771) – Blauwe breedscheenjuffer
- Platycnemis phasmovolans Hämäläinen, 2003
- Platycnemis phyllopoda Djakonov, 1926
- Platycnemis pierrati (Navás, 1935)
- Platycnemis subdilatata Selys, 1849 – Berberbreedscheenjuffer